# Vale de Açores
Vale de Açores é uma localidade portuguesa pertencente à União de Freguesias de Mortágua, Vale de Remígio, Cortegaça e Almaça, ao município de Mortágua e ao distrito de Viseu, com 797 habitantes (2011). É a segunda maior localidade do município de Mortágua, só ultrapassada pela própria sede do concelho.
É local de feira nas 1ª e 3ª quinta-feira do mês.
Em Vale de Açores distingue-se uma Casa Senhorial.
Instalada em terra fértil para a agricultura, a Casa tem uma estrutura adaptada às vivências rurais e é um exemplo da ocupação senhorial: um andar térreo para o armazenamento de produtos e de alfaias agrícolas, e um andar superior destinado a habitação dos senhores (salas, quartos de dormir e cozinhas). Na fachada principal, a escada de um lanço dá acesso ao andar que possui janelas em guilhotina. 
Na época em que vigorou o regime senhorial, quem trabalhava a terra não eram os seus proprietários. Estes pertenciam, no caso desta Casa, à nobreza e não estavam sujeitos ao pagamento de impostos. Cultivavam a terra os que viviam no senhorio e pagavam impostos com uma parte daquilo que produziam. 
Para a cobrança dos direitos reais (os impostos que cabiam à fazenda real) existia, no concelho, o donatário chamado Senhor de Mortágua. A este, o rei concedia a autoridade de cobrar impostos aos moradores e mercadores em trânsito, com o privilégio de ficar com os lucros que iam para além dos direitos reais. Até ao século XIX, Mortágua teve dezassete donatários.
Segundo a tradição, no local desta Casa Senhorial estaria, no século XV, a de Dona Mécia de Sousa, Senhora de Mortágua porque seu pai, Dom Gonçalo Eanes de Sousa, donatário de Mortágua, não teve herdeiro varão. No século XVII, a Casa foi dos duques do Cadaval, que foram donatários da Vila.
A Casa Senhorial de Vale de Açores era pousada da família real quando passava por Mortágua. Consta que aqui estiveram hospedados o rei D. João I e o Infante D. Henrique quando vivia em Viseu, e há referências que nela se hospedou D. Pedro II.